# Sophie Delemer
Sophie Delemer (* 27. Juni 1967) ist eine ehemalige französische Triathletin, Vize-Weltmeisterin auf der Langdistanz (1996), mehrfache nationale Meisterin (1992, 1996, 1998, 2001) und Ironman-Siegerin (2004). Sie wird in der Bestenliste französischer Triathletinnen auf der Ironman-Distanz auf dem achten Rang geführt (Stand 31. August 2018).

## Werdegang
1992 wurde Sophie Delemer in Lacroix-Saint-Ouen Staatsmeisterin auf der Duathlon-Kurzdistanz sowie Staatsmeisterin auf der Triathlon-Kurzdistanz.

### Vize-Weltmeisterin Triathlon Langdistanz 1996
Im September 1996 wurde sie in den Vereinigten Staaten hinter der US-Amerikanerin Karen Smyers Vize-Weltmeisterin auf der Triathlon-Langdistanz.

Bei der Weltmeisterschaft im Folgejahr belegte sie in Nizza den siebten Rang.

### Staatsmeisterin Triathlon Langdistanz 1998 und 2001
1998 wurde sie in Gérardmer nationale Meisterin auf der Langdistanz.

Im September 2001 wurde Delemer mit ihrem Sieg vor der für Österreich startenden Australierin Kate Allen beim Triathlon International de Nice Staatsmeisterin auf der Langdistanz.
Mit ihrem Sieg beim Ironman France in Gérardmer im Juni 2004 qualifizierte sie sich für einen Startplatz beim Ironman Hawaii, konnte dann aber dort wegen einer Virus-Infektion nicht starten.
2006 erklärte sie ihre Karriere für beendet.

## Sportliche Erfolge
| Datum/Jahr    | Rang | Wettbewerb                                | Austragungsort            | Zeit     | Bemerkung                                                                                    |
| ------------- | ---- | ----------------------------------------- | ------------------------- | -------- | -------------------------------------------------------------------------------------------- |
| 7. Sep. 2005  | 2    | Ironman 70.3 Monaco                       | Monaco                    | 05:21:50 | zweiter Rang bei der Erstaustragung hinter der Siegerin Alexandra Louison                    |
| 29. Aug. 2004 | 11   | ITU Triathlon European Cup                | Genf                      | 02:28:05 |                                                                                              |
| 21. März 2004 | 5    | Ironman 70.3 South Africa                 | Port Elizabeth            | 04:48:28 |                                                                                              |
| 20. Okt. 2001 | 7    | ITU Triathlon European Cup                | Athen                     | 02:09:50 |                                                                                              |
| 10. Sep. 2001 | 15   | Los Angeles Triathlon                     | Los Angeles               | 02:05:30 |                                                                                              |
| 2. Sep. 2001  | 3    | ETU Triathlon Cup                         | Gérardmer                 | 04:18:44 | 2 km Schwimmen, 80 km Radfahren und 20 km Laufen                                             |
| 2001          | 3    | FRA Triathlon National Championships CD   | Lac de Vassivière         |          | Französische Triathlon-Staatsmeisterschaft                                                   |
| 7. Mai 2000   | 3    | Grand Prix Arena                          | Saint-Quentin-en-Yvelines | 02:16:29 | hinter der Siegerin Delphine Py                                                              |
| 8. Juli 2000  | 20   | ETU Triathlon European Championships      | Stein                     | 02:14:55 |                                                                                              |
| 1999          | 2    | FRA Triathlon National Championships CD   | Lac de Vassivière         |          | Französische Vize-Staatsmeisterin Triathlon                                                  |
| 1997          | 3    | FRA Triathlon National Championships CD   | Larmor-Plage              |          | Französische Triathlon-Staatsmeisterschaft                                                   |
| 1996          | 3    | ETU Triathlon European Championships      | Szombathely               | 02:01:15 | Dritte bei der Europameisterschaft über die Kurzdistanz                                      |
| 1996          | 1    | FRA Triathlon National Championships CD   | Bessines                  |          | Französische Triathlon-Staatsmeisterin                                                       |
| 8. Okt. 1995  | 2    | ITU Triathlon World Cup                   | Auckland                  | 02:08:06 | hinter Janet Hatfield                                                                        |
| 1995          | 11   | ETU Triathlon European Championships      | Stockholm                 | 02:05:43 |                                                                                              |
| 1993          | 3    | FRA Triathlon National Championships CD   | Mur-de-Barrez             |          | Französische Triathlon-Staatsmeisterschaft                                                   |
| 31. Okt. 1992 | 1    | ITU Triathlon World Cup                   | Salvador (Bahia)          | 02:14:42 |                                                                                              |
| 15. Aug. 1992 | 4    | ITU Triathlon World Cup                   | Embrun                    | 02:43:58 | auf der Kurzdistanz beim Embrunman                                                           |
| 15. Juli 1992 | 10   | ETU Triathlon European Championships      | Lommel                    | 02:08:07 | Europameisterschaft auf der Kurzdistanz (1,5 km Schwimmen, 40 km Radfahren und 10 km Laufen) |
| 1992          | 1    | FRA Triathlon National Championships CD   | Choisy-le-Roi             |          | Französische Triathlon-Staatsmeisterin                                                       |
| 8. Sep. 1991  | 11   | ETU Triathlon European Championships      | Genf                      | 02:12:46 |                                                                                              |
| 1990          | 7    | ETU Triathlon European Championships      | Linz                      | 02:10:42 |                                                                                              |
| 1989          | 3    | FRA Triathlon National Championships CD   | Frankreich                |          | Französische Triathlon-Staatsmeisterschaft                                                   |
| 1988          | 3    | FRA Triathlon National Championships CD   | Frankreich                |          | Französische Triathlon-Staatsmeisterschaft                                                   |
| 1988          | 1    | Triathlon International des Hautes Vosges | Gérardmer                 |          | Siegerin auf der Mitteldistanz (2,5 km Schwimmen, 80 km Radfahren und 20 km Laufen)          |

| Datum/Jahr    | Rang | Wettbewerb                                         | Austragungsort   | Zeit     | Bemerkung |
| ------------- | ---- | -------------------------------------------------- | ---------------- | -------- | --- |
| 28. Nov. 2004 | 3    | Ironman Western Australia                          | Busselton        | 09:38:56 | persönliche Bestzeit auf der Ironman-Distanz |
| 27. Juni 2004 | 1    | Ironman France                                     | Gérardmer        | 10:04:30 | [ 4 ] |
| 24. Aug. 2003 | DNF  | Ironman Canada                                     | Penticton        | –        | |
| 25. Mai 2002  | DNF  | Ironman Lanzarote                                  | Playa del Carmen | –        | |
| 22. Sep. 2002 | 5    | ITU Long Distance Triathlon World Championships    | Nizza            | 07:22:46 | Fünfte beim Triathlon International de Nice (4 km Schwimmen, 120 km Radfahren und 30 km Laufen)                                                                   |
| 10. Nov. 2001 | DSQ  | Ironman Florida                                    | Panama City      | –        | Sophie Delemer lag auf dem zweiten Rang hinter der Siegerin Katja Schumacher, wurde aber wenige Kilometer vor dem Ziel wegen Windschattenfahrens disqualifiziert. |
| 23. Sep. 2001 | 1    | FRA Long Distance Triathlon National Championships | Nizza            | 07:14:14 | Sieg vor der für Österreich startenden Australierin Kate Allen beim Triathlon International de Nice – Staatsmeisterin auf der Langdistanz                         |
| 27. Sep. 1998 | 1    | Triathlon International de Nice                    | Nizza            |          | |
| 1998          | 1    | FRA Long Distance Triathlon National Championships | Gérardmer        |          | Staatsmeisterin auf der Langdistanz |
| 8. Juni 1997  | 7    | ITU Long Distance Triathlon World Championships    | Nizza            | 06:45:44 | Die Langdistanz-Weltmeisterschaft wurde 1997 im Zuge des Triathlon International de Nice ausgetragen.                                                             |
| 7. Sep. 1996  | 2    | ITU Long Distance Triathlon World Championships    | Muncie           | 04:12:14 | Vize-Weltmeisterin auf der Langdistanz hinter der US-Amerikanerin Karen Smyers                                                                                    |

| Datum/Jahr | Rang | Wettbewerb                          | Austragungsort      | Zeit | Bemerkung                                         |
| ---------- | ---- | ----------------------------------- | ------------------- | ---- | ------------------------------------------------- |
| 1995       | 2    | FRA Duathlon National Championships | Miramont-de-Guyenne |      | Vize-Staatsmeisterin auf der Duathlon-Kurzdistanz |
| 1992       | 1    | FRA Duathlon National Championships | Lacroix-Saint-Ouen  |      | Staatsmeisterin auf der Duathlon-Kurzdistanz      |

(DNF – Did Not Finish; DSQ – Disqualifiziert)